# Estadio Rufaro
El Estadio Rufaro es un estadio de uso múltiple utilizado mayoritariamente para el fútbol ubicado en Harare, Zimbabue.

## Historia
El estadio actualmente tiene capacidad para 60000 espectadores y es la sede de los equipos Dynamos FC y Harare City FC.
En 2000 tuvo su primera restauración gracias al Proyecto GOAL de la FIFA cambiado la superficie natural por una artificial, lo que hizo al estadio elegible para partidos internacionales de carácter oficial como algunos partidos de la selección nacional en eliminatorias mundialistas y continentales.
En 2016 la superficie del estadio fue reemplazada por una nueva por el desgaste de la anterior.